# Hippopsis quadrivittata
Hippopsis quadrivittata là một loài bọ cánh cứng trong họ Cerambycidae.